# Quakertown (Pennsylvania)
Quakertown ist ein Borough im nördlichen Bucks County im US-Bundesstaat Pennsylvania, das zwischen dem Delaware Valley und dem Lehigh Valley liegt. Quakertown befindet sich 25 km südlich von Allentown und 76 km nordwestlich von Philadelphia. Die Einwohnerzahl betrug bei der Volkszählung 2020 9.359. 

## Geografie
Nach Angaben des U.S. Census Bureau hat das Borough eine Gesamtfläche von 5,2 km². Der Fluss Licking Run beginnt in Quakertown und fließt von Westen nach Osten durch den Ort und mündet in den Tohickon Creek. Der Tohickon Creek, der in den Delaware River mündet, fließt am nordöstlichen Rand der Ortschaft vorbei. In Quakertown herrscht ein humides Kontinentalklima. Der vorherrschende Vegetationstyp in Quakertown ist die Appalachen-Eiche.

## Geschichte
Quakertown wurde ursprünglich von Quäkern besiedelt, wie der Name der Siedlung bereits verrät. Die Besiedlung begann im 18. Jahrhundert und 1801 wurde der Ort als Quakertown bekannt und zwei Jahre später wurde eine Poststation eingerichtet. Viele der frühen Bewohner waren Einwanderer aus Deutschland und Wales. Das Borough of Quakertown wurde 1855 eingerichtet und die Errichtung der North Pennsylvania Railroad führte zu einem deutlichen Anstieg der Bevölkerung. Die Zeit nach dem Amerikanischen Bürgerkrieg brachte einen weiteren Schub für die Entwicklung der Ortschaft und eine verstärkte Industrialisierung. Quakertown wurde von einem kleinen Dorf zu einem geschäftigen Handelszentrum. Die örtliche Industrie stellte unter anderem Zigarren, Stiefel, Schuhe, Werkzeuge, Geschirre, Radspeichen und Öfen her.
Von 1901 bis 1951 war Quakertown eine stündliche Haltestelle der elektrischen Überlandstraßenbahn der Lehigh Valley Transit Company, die von Allentown nach Philadelphia führte. Seit 2022 gibt es in Quakertown entlang der Pennsylvania Route 309 ein großes Einkaufszentrum mit Restaurants, Unternehmen und Einzelhandelsgeschäften.

## Sehenswürdigkeiten
In Quakertown gibt es vier historische Bereiche oder Strukturen, die in das National Register of Historic Places aufgenommen wurden: die Liberty Hall, der Quakertown Historic District, die Quakertown Passenger and Freight Station und das Enoch Roberts House.

## Demografie
2023 lebten 9.247 Menschen in Quakertown. Die ethnische Zusammensetzung des Borough war 79,8 % Weiße, 4,0 % Afroamerikaner, 2,1 % Asiaten sowie 13,4 % mit zwei oder mehr Ethnien. 14,4 % der Bevölkerung waren Hispanics jeglicher Ethnie. Das mittlere Haushaltseinkommen lag bei 70.813 US-Dollar und die Armutsquote bei 11,5 %.

## Söhne und Töchter der Stadt

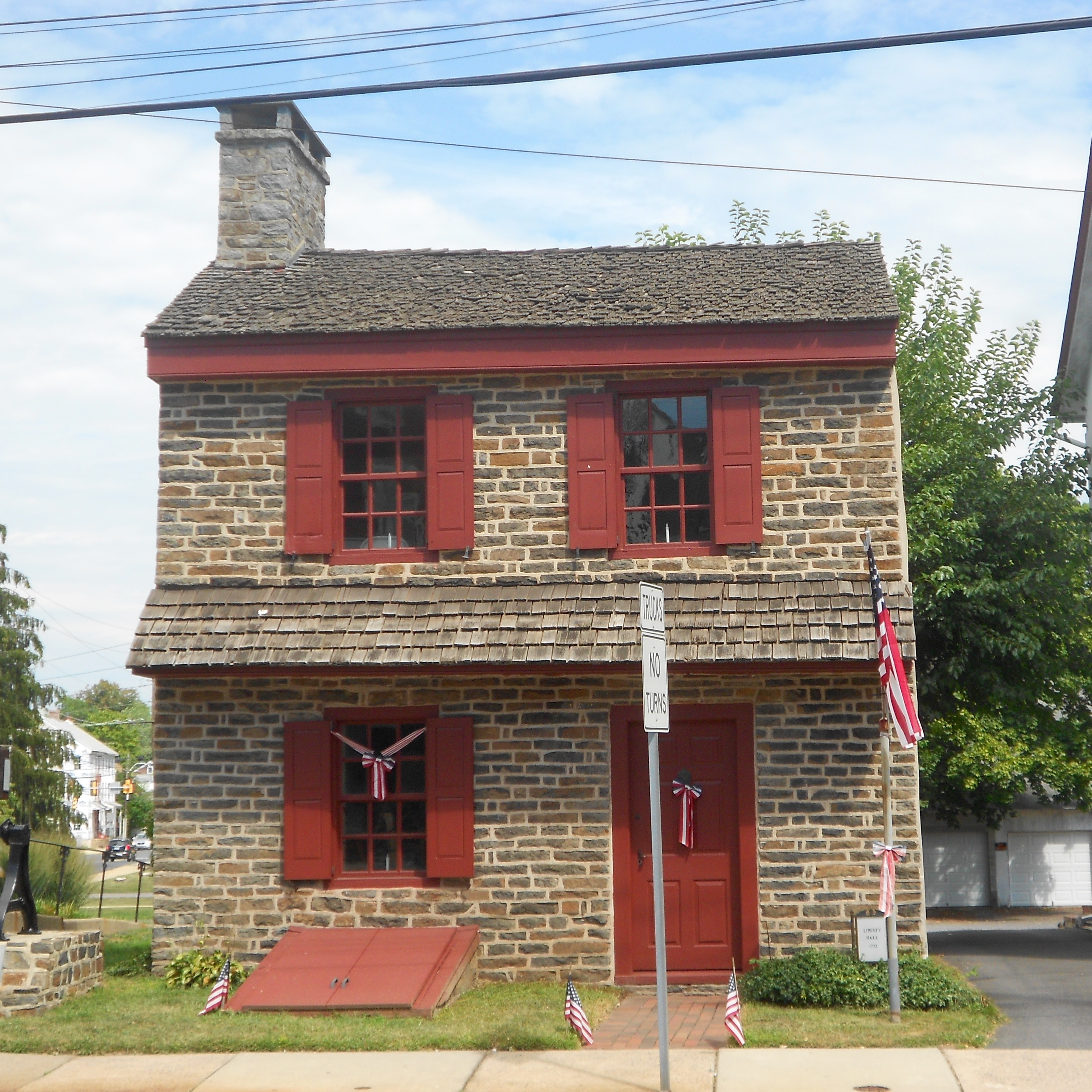
Gebäude in Quakertown

- Oliver W. Frey (1887–1939), Politiker
- Viola Shelly Schantz (1895–1977), Zoologin
- Jan Shepard (1928–2025), Schauspielerin
- Bill Mensch (* 1945), Computeringenieur und Unternehmer
- Karen Bliss (* 1963), Radsportlerin
- Rebecca Quinn (* 1971), Bahnradsportlerin
- Chris Heinrich (* 1977), Basketballspieler
- Sabrina Carpenter (* 1999), Sängerin